# Frătești, Giurgiu
Frătești este satul de reședință al comunei cu același nume din județul Giurgiu, Muntenia, România.
În apropierea bisericii satului Frătești a fost descoperit un tezaur monetar geto-dacic din secolele II-I î.e.n., care constă din peste 200 de monede din argint, imitații după monedele grecești.
În lucrarea "Memories pour servir a l'histoire des provinces danubiennes", publicată la Paris în anul 1856, scriitorul și istoricul Cezar Bolliac afirma că toponimicul Frătești își are originea în numele unui castru roman „Fratensii” existent în această zonă.
Prin decizia civilă nr. 5463/26.11.2015 emisă de Curtea de Apel București, irevocabilă, a fost stabilită linia de hotar între municipiul Giurgiu și comuna Frătești pentru Zona Industrială Nord.

## Necropola de la Frătești
În perioada 1968-1969, Suzana Dolinescu-Ferche de la Institutul de arheologie a făcut primele cercetări ale necropolei descoperite la Frătești. Necropola, datată în secolul al VIII-lea e.n., aparținând fazei timpurii a Culturii Dridu, constă din 22 de morminte, din care 14 morminte de incinerație și 8 morminte de inhumație.

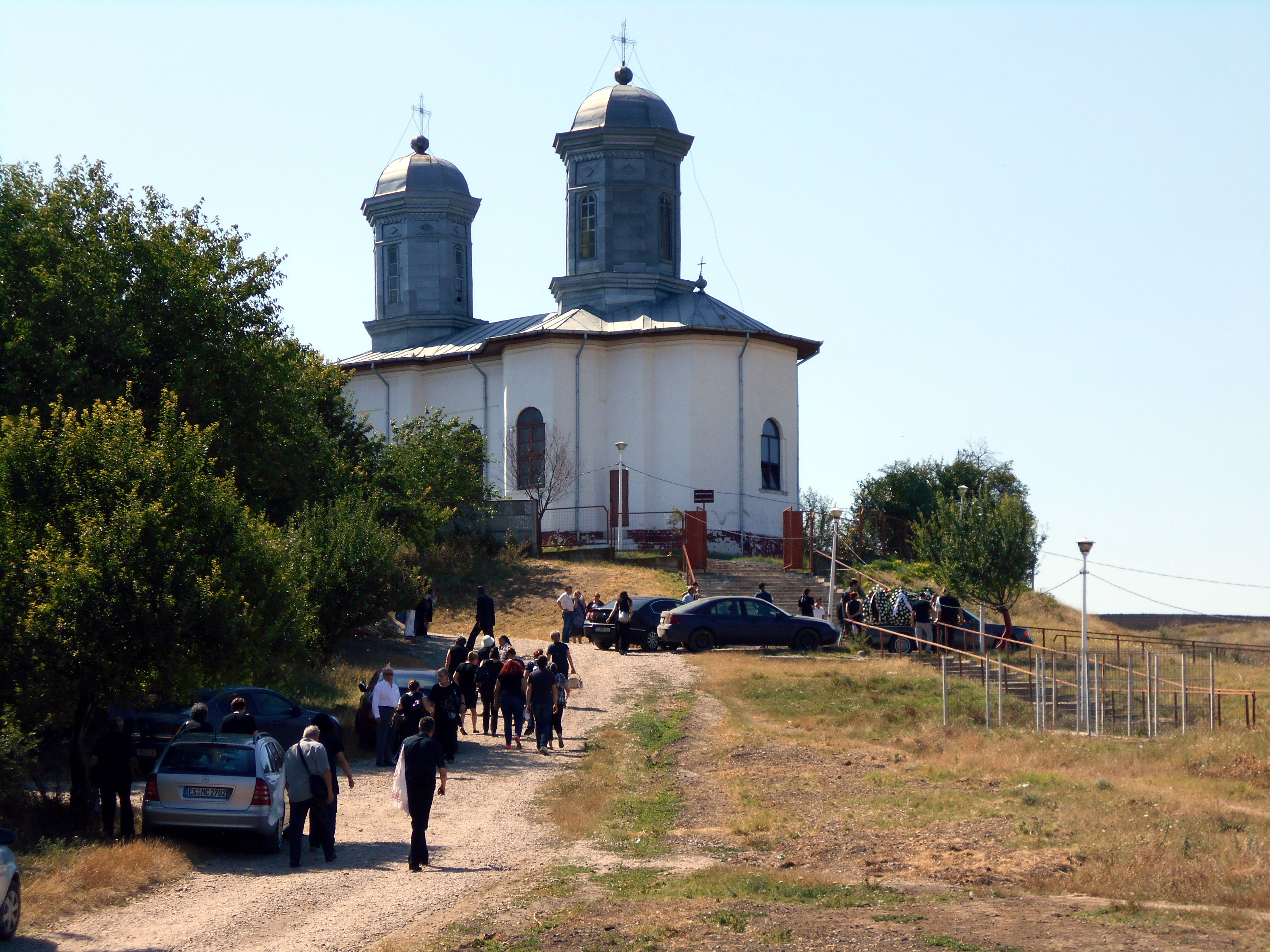
Biserica din Frătești, Giurgiu